# Concerto pour violon de Bloch
Le Concerto pour violon et orchestre est une œuvre écrite par Ernest Bloch entre mars 1936 et janvier 1938 (achevé à Châtel en Haute-Savoie).

## Historique
Il s'agit de son unique concerto pour violon, intitulé comme tel, même s'il a écrit d'autres pièces pour violon et orchestre en plusieurs mouvements, dont son Baal Shem et sa Suite hébraïque. Il est dédié au violoniste Joseph Szigeti, ami de longue date du compositeur. Szigeti en fait la création au Severance Hall à Cleveland avec l'orchestre de Cleveland sous la direction de Dmitri Mitropoulos le 15 décembre 1938.
Bloch a prétendu s'inspirer de chants traditionnels du Nouveau-Mexique mais son inspiration hébraïque est fortement marquée, reprenant ainsi plusieurs thèmes de son Service sacré.
Le manuscrit est conservé à l'Université de Californie à Berkeley.

## Structure
L'œuvre comporte trois mouvements et son exécution demande environ un peu plus d'une demi-heure. La partie soliste est d'une virtuosité spectaculaire.
- Allegro deciso
- Andante
- Deciso

### Orchestration
| Instrumentation du concerto pour violon                                        |
| Cordes                                                                         |
| premiers violons, seconds violons, altos, violoncelles, contrebasses, 2 harpes |
| Bois                                                                           |
| 2 flûtes, 3 hautbois, 3 clarinettes, 3 bassons                                 |
| Cuivres                                                                        |
| 4 cors, 3 trompettes 3 trombones, 1 tuba                                       |
| Percussions                                                                    |
| timbales, célesta, percussions                                                 |

## Interprétations notables
En 1938, Joseph Szigeti a joué le concerto à Genève sous la direction de Thomas Beecham. Le 5 mars 1939, Yehudi Menuhin a créé le concerto à Jérusalem avec l'Orchestre philharmonique d'Israël dirigé par Jean Fournet.
La création française a eu lieu le 19 mars 1939 à Paris avec Joseph Szigeti, l'Orchestre de la Société des concerts du Conservatoire et Charles Munch à la baguette.